# Carlo Bonelli
Carlo Bonelli (Roma, 1612 - Roma, 27 de agosto de 1676) foi um cardeal italiano do século XVIII.

## Biografia
Nasceu em Roma em 1612. Dos marqueses de Cassano. O mais velho dos sete filhos de Antonio Pio Bonelli, capitão das tropas espanholas no Milanese e Marzia Ceba Grimaldi. Sobrinho-bisneto do Papa São Pio V (1566-1572). Sobrinho-neto do cardeal Michele Bonelli, OP (1566).
Estudos iniciais no Seminario Romano; mais tarde, estudou na Universidade de Perúgia, onde obteve o doutorado em direito.
Camareiro Privado do Papa Urbano VIII. Prelado da Sagrada Congregação do Bom Governo. Referendário dos Tribunais da Assinatura Apostólica da Justiça e da Graça, 1639. Governador de várias cidades dos Estados Pontifícios. Governador de Roma e vice-camerlengo da Santa Igreja Romana, de 15 de abril de 1655 a 18 de outubro de 1656.
Eleito arcebispo titular de Corinto, em 16 de outubro de 1656, pelo Papa Alexandre VII. Consagrado em 28 de outubro de 1656, em Roma, pelo cardeal Pietro Ottoboni. Núncio extraordinário perante o rei Felipe IV da Espanha para estabelecer a paz entre os príncipes cristãos, 27 de outubro de 1656; permaneceu como núncio ordinário até 1664.
Criado cardeal-presbítero no consistório de 14 de janeiro de 1664; recebeu o gorro vermelho e o título de S. Anastácia, a 15 de abril de 1665. Participou no conclave de 1667, que elegeu o Papa Clemente IX, e do conclave de 1669-1670, que elegeu o Papa Clemente X. Não participou do conclave de 1676, que elegeu o Papa Inocêncio XI; morreu durante sua celebração.
Morreu em Roma em 27 de agosto de 1676, à 1h, em sua residência na Piazza Ss. XII Apostoli, durante a sede vacante. Exposto e enterrado na igreja de S. Maria sopra Minerva, Roma